# Ottmar Mergenthaler
Ottmar Mergenthaler (Bad Mergentheim, 11 de maio de 1854 – Baltimore, 28 de outubro de 1899) foi um relojoeiro e inventor alemão.
Foi denominado por alguns como o segundo Gutenberg, por sua invenção do linotipo, o primeiro dispositivo que completou fácil e rapidamente linhas de caracteres tipográficos para uso em prensa móvel. Esta máquina revolucionou o modo de impressão.